# Meurtre dans l'Orient-Express
Pour les articles homonymes, voir Orient-Express.
Meurtre dans l'Orient-Express  est un livre-jeu écrit par Dominique Dupuis en 1988, et édité par Le Livre de poche dans la collection Histoires à jouer : Sherlock Holmes, dont c'est le sixième tome.